# 白河南遗址
白河南遗址，位于中国河北省承德市白河南西北台地，为承德市承德县的一个省级文物保护单位，类型为古遗址，公布时间为1982年7月23日。
白河南遗址的历史年代为新石器时代。